# Proceso de los Távora

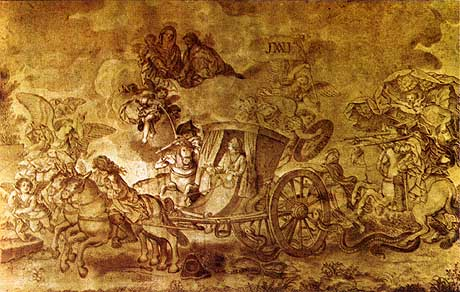
Atentado a José I.

El Proceso de los Távora fue un escándalo político portugués en el siglo XVIII. Los acontecimientos se desencadenaron por el intento de asesinato del rey José I en 1758, y culminaron con la ejecución pública de casi toda la familia Távora y sus parientes próximos en 1759. Algunos historiadores interpretan el asunto como un intento del primer ministro Sebastião de Melo (marqués de Pombal) de limitar los poderes de las familias de la más alta nobleza mediante una terrorífica matanza y así lo hizo vistiendo Portugal de luto y pavor.

## Introducción
Tras el terremoto de Lisboa del 1 de noviembre de 1755, que destruyó el palacio real, el rey José I vivía en un gran complejo de tiendas y cabañas instaladas en Ajuda, a la salida de la ciudad. Ese era entonces el centro de la vida política y social portuguesa.
A pesar de situarse en un escenario tan poco espectacular, las tiendas de Ajuda eran centro de una corte tan glamorosa y rica como la de Versalles de Luis XV de Francia. El rey vivía rodeado de su equipo administrativo (encabezado por su primer ministro Sebastião José de Carvalho e Melo), y de la nobleza. El primer ministro era un hombre estricto, hijo de un hidalgo de provincias, con reticencias hacia la vieja nobleza que lo despreciaba. Los desacuerdos entre él y los nobles eran frecuentes y tolerados por el rey, que confiaba totalmente en Sebastião de Melo por su competente manejo de la situación tras el terremoto. 
José I estaba casado con Mariana Victoria de Borbón, infanta española, y tenía cuatro hijas. A pesar de tener vida familiar (el rey adoraba a sus hijas, jugaba y paseaba con ellas a menudo) José I tenía, según los mentideros lisboetas, una pretendida  amante, doña Teresa Leonor Távora, desposada con su sobrino Luis Bernardo, heredero de la casa de Távora. 
La marquesa Leonor de Távora y su marido Francisco Assis, conde de Alvor (y antiguo virrey de las Indias), eran los cabezas de una de las familias más antiguas y poderosas del reino, unidas a los Aveiro, Cadaval y Alorna. Eran también enemigos acérrimos de Sebastião de Melo, al que menospreciaban por su sangre plebeya. Leonor de Távora era una mujer política, preocupada sobremanera porque los asuntos de la política del país recayeran a su parecer sobre un "plebeyo sin clase ni apellidos". Era también una devota católica, muy influenciada por los jesuitas, uno de los cuales, Gabriel Malagrida, era su confesor.

## El caso Távora
En la noche del 3 de septiembre de 1758, José I viajaba de incógnito en una carroza que transitaba por una vía secundaria en los alrededores de Lisboa. Regresaba al campamento de Ajuda tras haber tenido una entrevista con su supuesta amante. Por el camino la carroza fue interceptada por tres hombres a caballo que dispararon contra los ocupantes con pistolas. José I fue alcanzado en un brazo y su conductor también resultó gravemente herido, pero ambos sobrevivieron y consiguieron regresar a Ajuda. 
Sebastião de Melo tomó inmediatamente el control de la situación. Guardando secreto en cuanto al ataque y a las heridas del rey, se llevó a cabo una rápida investigación. Pocos días después, se detuvo y torturó a dos hombres, que confesaron ser los autores y declararon bajo tormento haber sido contratados por la familia Távora, que conspiraba a favor del duque de Aveiro, José Mascarenhas, para que éste llegara al trono. Los dos fueron ahorcados al día siguiente, incluso antes de que se hiciera público el intento de regicidio. En las siguientes semanas, la marquesa Leonor de Távora, su marido, el conde de Alvor, todos sus hijos, hijas y nietos fueron siendo encarcelados por orden real. Los conspiradores, el duque de Aveiro y los yernos de los Távora, el marqués de Alorna y el conde de Atouguia también fueron a la cárcel junto a sus familias. Gabriel Malagrida, el jesuita italiano confesor de Leonor de Távora también fue arrestado junto con otros sacerdotes de esta orden.
Se acusó a todos de alta traición y de intento de regicidio. Las pruebas presentadas en el tribunal eran simples: las confesiones bajo tortura de los sicarios ya ejecutados, el arma usada para el crimen pertenecía al duque de Aveiro, y el hecho de que sólo los Távora podían saber dónde estaba el rey esa noche, puesto que regresaba de conversar con Teresa de Távora, que también fue encarcelada. Los Távora negaron todas las acusaciones, pero fueron condenados a muerte. Se confiscaron todos sus bienes en favor de la corona, se eliminó su nombre de la lista de la nobleza y se prohibieron todos sus escudos e insignias familiares.
La sentencia ordenó la muerte de todos los miembros de la familia, incluyendo mujeres y niños, así como de los seis criados más íntimos de los marqueses. Sólo la intervención de la reina Mariana y de Maria Francisca, la heredera al trono, consiguió salvar la vida de la mayoría de los menores de edad y de algunas de las mujeres. Sin embargo, la marquesa no obtuvo el indulto. Ella y otros acusados que habían sido sentenciados a muerte fueron torturados con la máxima crueldad y ejecutados públicamente el 13 de enero de 1759 en un descampado de Lisboa. Incluso para la época en la que se produjo, la ejecución fue especialmente violenta, espeluznante: a los sentenciados se les fracturaron los brazos y las piernas a mazazos y solo después se les decapitó. El resto de su cuerpo se quemó y las cenizas se arrojaron al Tajo. El rey y una corte totalmente sobrecogida y espantada contemplaron personalmente esta carnicería a ruegos de Sebastião de Melo. A pesar de que los Távora eran sus iguales o incluso superiores por su mítico origen, el rey (y el propio Sebastião de Melo) quiso que los nobles entendieran la lección de lo que suponía rebelarse contra el poder real vigente.
El palacio del duque de Aveiro, en Belém, Lisboa fue destruido y el terreno sembrado de sal de modo simbólico para que nada más creciera allí en el futuro. En el lugar, hoy llamado Beco do Chão Salgado, existe un monumento alusivo que mandó construir José I, que tiene una lápida con una inscripción.
El jesuita Gabriel Malagrida fue quemado vivo en 1761 en una plaza de Lisboa y la Compañía de Jesús declarada ilegal en 1759. Se confiscaron todas sus propiedades y se les expulsó del territorio portugués, en Europa y ultramar (la película La Misión narra la expulsión de una comunidad jesuita de la selva brasileña). La familia Alorna y las hijas del duque de Aveiro fueron condenadas a cadena perpetua, viviendo bajo reclusión en monasterios y conventos. Doña Ana y Doña Inés de Távora, hijas y hermanas de los ejecutados, pasaron a España con los infantes más pequeños de la casa ayudados por nobles fieles a Aveiro y Távora, y nunca más se supo de ellas. 
Sebastião de Melo fue nombrado conde de Oeiras por su "gestión" de la crisis, y posteriormente, en 1770, obtuvo el título de marqués de Pombal, nombre por el que se le conoce hoy.

## Discusión
La culpabilidad de los Távora sigue siendo en extremo cuestionada hasta hoy en día por parte de los historiadores. Por una parte, las malas relaciones entre la alta aristocracia y el rey José I están bien documentadas. La ausencia de un heredero masculino al trono era motivo de desagrado para muchos nobles, y el duque de Aveiro era de facto una opción de estos aristócratas para desalojar del trono a las hijas de José I si el rey moría. 
Por otra parte, algunos destacan una coincidencia: con la eliminación de los Távora y de los jesuitas, desaparecieron los mayores enemigos de Sebastião de Melo y se redujo muchísimo el poder de la vieja nobleza de espada y crucifijo. Además, los acusados Távora alegaron que el intento de asesinato de José I había sido un delito común y no un regicidio, pues el rey transitaba sin escolta ni marcas distintivas por una zona oscura de las afueras de Lisboa. Otra pista acerca de la inocencia es el hecho de que ninguno de los Távoras o sus familiares trataran de abandonar Portugal en los días que siguieron al atentado.

## Consecuencias
Culpables o no, la ejecución de los Távora fue un acontecimiento impactante para toda Europa. En un momento en el que la pena de muerte ya estaba en desuso, la ejecución de los representantes de tan prestigiosa familia de la aristocracia fue un terrible golpe, además de generar un silencioso odio por parte de la alta nobleza hacia el advenedizo Marqués de Pombal. La futura reina María II de Portugal aboliría la pena de muerte por crímenes políticos, al final de su reinado. Portugal fue pues uno de los primeros países del mundo que lo hizo, en 1852.
El desprecio de la reina María por el primer ministro Pombal fue absoluto. Lo destituyó de todos los cargos y lo expulsó de Lisboa. Llegó incluso a dictar un decreto que prohibía su presencia a una distancia menor de 20 millas de la capital. Tras una nueva investigación, esta vez imparcial, la memoria de la martirizada familia Távora fue rehabilitada por decreto real; esta disposición nunca se hizo pública. Pombal fue condenado y solo por su avanzada edad quedó exento de castigos físicos.